# Gambela
Gambela (amh. ጋምቤላ) – miasto w Etiopii, położone nad rzeką Baro. Stolica Regionu Ludów Gambeli. Według danych szacunkowych na rok 2015 liczy 66 100 mieszkańców.